# Olga Maynard
Olga Maynard (16 de gener de 1913 – 26 de desembre de 1994) fou una escriptora i pedagoga d'arts teatrals, autora d'articles i monografies sobre la dansa i els ballarins. Els seus llibres publicats estudien el ballet, la dansa moderna, l'òpera i la integració de les arts escèniques en l'educació general. Va impartir moltes conferències i fou activa internacionalment com a historiadora de la dansa i pedagoga d'arts liberals, així com a crítica, jurista i consultora. Va publicar centenars d'articles, estudiant la majoria de les figures i institucions principals del "boom de la dansa" que es va donar entre mitjans dels anys seixanta fins als vuitanta, amb figures i institucions destacades de les arts, especialment la dansa.

## Primers anys
Nascuda a Belém do Pará, a la part amazònica del Brasil, com a Myriol Olga Gittens, fou la gran de sis fills de Frederick Morton Gittens i Jeanne Arsenne Borde. La família es va reassentar a la seva casa a Port of Spain, Trinitat, de la qual un avantpassat, Pierre-Gustave-Louis Borde, havia publicat una història l'any 1876. Fou precoçment activa en l'escena literària i artística naixent de la ciutat durant les dècades de 1930 i 1940, i va publicar textos periodístics, poètics, de ficció i crítica en publicacions periòdiques, sobretot al diari Trinidad Guardian. Es va casar als dinou anys i va tenir quatre fills amb dos marits, incloent-hi el novel·lista Leonard Wibberley. Es va casar amb Wibberley a la ciutat de Nova York el 1943.

## La carrera d'Olga Maynard
Va començar a investigar el ballet a la ciutat de Nova York, iniciant també una llarga carrera com a reformadora educativa, especialment pel que fa a la integració de les arts teatrals als sistemes existents. L'any 1947 va deixar Nova York i Wibberley, per establir-se a Yuma, Arizona amb E. R. Maynard, amb qui va tenir dos fills més. Absorta per les qüestions domèstiques en circumstàncies econòmiques i culturals limitants, va obtenir suport i inspiració de l'amistat amb la professora de dansa Merlyn Legge. La seva família es va traslladar a La Mesa el 1955, on va escriure ressenyes i articles per a The San Diego Union, i va completar The Ballet Companion. El seu èxit va marcar l'inici de la seva carrera editorial.
Després del seu inici de carrera tardà, Olga Maynard aviat va tenir el seu punt d'inflexió a nivell professional. En el moment de la publicació del seu primer llibre l'any 1957, ja estava ben endinsada en la recerca de la seva obra principal, The American Ballet, que havia estat planificant des de la seva arribada a Nova York. Més que una ajuda per a principiants sobre "com mirar i com escoltar", o una col·lecció d'assajos crítics, va constituir un audaç projecte de conceptualització de tota la dansa a Amèrica, des de les seves arrels natives i colonials fins al present, per als seus professionals i el seu públic, i així promoure el seu futur. Respecte a aquest, Ted Shawn va escriure que "el que ha existit, sense estar descrit en paraules, en la consciència dels artistes de dansa, s'explicita aquí", malgrat que fou escrit des del punt de vista d'un públic que ella va argumentar que era distintivament nord-americà. Amb Agnes de Mille recomanant el primer llibre d'una desconeguda com "una clau, un talismà" per a ballarins joves, i Shawn elogiant el segon com "un agent catalitzador ideal entre l'escenari i el públic", va quedar molt ben posicionada per a l'inici del 'boom de la dansa'.
Olga Maynard va adquirir una experiència universitària com a professora convidada a la Universitat Estatal de Califòrnia de Long Beach, la Universitat d'Utah, la Universitat d'Oregon i la Universitat de Califòrnia, Irvine. Tot i que va continuar publicant en l'àmbit local, a mitjans dels anys 60, com part d'un creixent interès cultural per la dansa, es va posicionar com a escriptora sobre dansa i arts teatrals a escala nacional, desenvolupant una estreta amistat amb personalitats de la dansa com Shawn i Maria Tallchief. Tallchief fou la protagonista de la seva següent publicació, un particular "estudi d'una ballarina americana en el seu entorn". El següent gran pas de The American Ballet va ser la seva ampliació, constituint el seu llibre més venut: American Modern Dancers. El subtítol del Llibre, "The Pioneers", implicava una seqüela, potser esbossada en un diagrama d'"arbre genealògic" al final. Però malgrat les associacions de Maynard amb Helen Tamiris, Katherine Litz, Pauline Koner i Bruce King, aquesta seqüela s'hauria d'intuir a partir dels seus posteriors articles publicats. Els seus dos següents projectes de publicacions, que es van superposar, van tornar a centrar el seu treball en qüestions bàsiques d'educació i en "com mirar i com escoltar".
El retorn a les seves inquietuds educatives es va consolidar amb una invitació que Eugene Loring li va fer l'any 1969, per incorporar-se a la facultat del nou departament de dansa professional, acadèmicament únic, a l'Escola de Belles Arts de Dean Clayton Garrison, a la Universitat de Califòrnia, Irvine (a la qual es va incorporar Antony Tudor quatre anys després). Els programes de Garrison i Loring fomentaven explícitament el contacte continuat amb artistes en actiu, en dansa i arts visuals: un pla inusual, afortunadament ideal per equilibrar dues de les vocacions de Maynard, i es va establir definitivament a Irvine. Capaç de posar en pràctica les seves idees sobre l'educació en humanitats en l'entorn institucional, a l'UCI Maynard va ajudar a desenvolupar i a impartir cursos de grau i postgrau al programa MFA, que ella havia escrit originalment. Els seus cursos incloïen història i estètica de la dansa, elements de la interpretació, òpera, crítica, recerca i bibliografia. Va dirigir seminaris de postgrau, així com grans cursos de conferències, cursos per al sistema d'extensió de la Universitat de Califòrnia i va donar conferències a la UC-Berkeley. Va continuar en aquest càrrec, com a professora titular, també servint al Senat de la Universitat, al comitè executiu d'educació comunitària i al comitè assessor del canceller sobre afers de minories, fins a l'any 1989.
Ateses les polítiques professionals de l'Escola, en aquest període Maynard va escriure articles i textos més breus, i va viajar amb freqüència per l'Amèrica del Nord i a l'estranger (incloent-hi els significatius viatges al bloc soviètic i Cuba) com a entrevistadora, jurista de dansa, crítica, participant en conferències, investigadora i conferenciant. Va estudiar el repertori tsarista amb Peter Gusev, director de l'Institut Coreogràfic de Leningrad, i va observar i analitzar no només la dansa teatral internacional sinó també, tornant a les seves arrels, les danses del món d'origen ètnic i folclòric. Entre els coreògrafs amb els quals va mantenir una estreta col·laboració en assumptes històrics, d'època i d'estil es trobaven George Balanchine, Robert Joffrey, Gerald Arpino, John Neumeier i Norbert Vesak. Entre els premis "Lauds and Laurels" concedits per la UCI destaquen els dedicats al seu èxit professional (1981) i per la seva distinguida tasca docent (1987). Va rebre el Rainbow Award pel seu suport a les minories racials en les arts, així com un premi de l'English-Speaking Union pel seu treball en la promoció del coneixement internacional. A la gala de la seva jubilació de la UCI, que fou ajornada, havia de comptar amb la presència de destacats coreògrafs i ballarins.
L'activitat universitària d'Olga Maynard es va correspondre amb un descens de la seva producció de llibres. Després d'haver publicat sis llibres en onze anys, en va publicar només un en els seus darrers vint-i-sis. Això fins a cert punt es va compensar amb les seves publicacions més breus fetes durant els anys universitaris, la majoría de les quals foren part de la revista de dansa Dance Magazine. Malgrat haver escrit més de vint articles anteriorment per a aquella revista, a partir del 1970, quan William Como va assumir el càrrec d'editor en cap de Dance, va continuar publicant aproximadament una publicació al mes durant sis anys. Alguns d'aquests articles, especialment els de la sèrie "Portfolio" de Como i Richard Philp, impresos en paper de més gramatge i amb el disseny artístic d'Herbert Migdoll, constituïen monografies d'investigació que encara destaquen actualment. Fou un moment en què el creixent món de la dansa constituïa un propi "món", no només amb un abast espacial sinó també amb una sensació de passat i futur, perquè, si bé el periodisme el va mantenia davant del gran públic, Dance va ajudar a coordinar-lo internament.
La mort del seu marit l'any 1984, juntament amb els canvis que van succeir a l'escena de la dansa i a la universitat, van marcar la relativa retirada d'Olga Maynard de les seves aparicions públiques i publicacions. Aquesta pèrdua personal fou la primera d'un seguit de defuncions de persones properes en els següents set anys, des de Loring i Balanchine passant per Como i Robert Joffrey, i l'inici de l'epidèmia de sida, que va colpejar el món de la dansa amb especial vehemència.

## Olga Maynard com a estudiosa i crítica de dansa
Testimonis del món de la dansa demostren que Olga Maynard era reconeguda en el sector com una artista literària, dedicant el seu talent a donar-los veu. Va impartir moltes conferències i sessions amb companyies de dansa, sobretot amb el Robert Joffrey Ballet, i el seus consells van ser especialment útils per a les dues grans companyies de ballet del Canadà, The National Ballet of Canada i The Royal Winnipeg Ballet, així com per a intèrprets individuals com Rudolph Nureyev. Les seves publicacions, conferències i activitats celebraven el fet de ballar més que "la dansa" i, tot i que es considerava una esteticista, no tenia gens d'interès per l'escriptura crítica per si mateixa, ni per les teories al respecte.
El de Maynard també és un cas poc freqüent, en qualsevol forma artística, d'una crítica contemporània destacada que també fou una historiadora de recerca activa en l'àmbit artístic, treballant amb fonts de biblioteques, entrevistes i articles personals dels seus contemporanis. Això té dues conseqüències. En primer lloc, a diferència de la majoria de crítics nord-americans de l'època, va viatjar molt i tenia coneixements culturals i afinitats envers la història europea i russa, incloses totes les seves arts. En segon lloc, a banda de les seves interpretacions i valoracions, les seves publicacions es caracteritzaven per la precisió, amb els noms i les dates verificats, constituint un valor permanent en referència al registre dels esdeveniments i les carreres mencionades. En aquell període, eren pocs els crítics d'art que també impartien cursos de postgrau sobre bibliografia. Els seus escrits —especialment els seus llibres— eren inusuals per a la crítica d'art per les seves arrels en l'àmbit educatiu, que acadèmicament abastava des del públic infantil fins als estudis de postgrau, i que es feia per contribuir a la comunitat de dansa i per al públic general que interessat en les arts.
Un últim element, comprensiblement passat per alt, és que Olga Maynard no solament constituïa una fusió de trets diversos, alhora poderosos, incloses característiques que la societat nord-americana, amb la seva tendència a mirar cap a l'est i l'oest per les seves influències, descuida: Amèrica del Sud. Malgrat que principalment va publicar sobre dansa occidental, els seus primers interessos per les danses afrocaribenyes i altres danses de les Índies Occidentals i el Brasil van ser fonamentals. El seu discerniment analític, afegit a una particular memòria sensorial, donava forma a les seves paraules i frases.
Tots els estils d'època i regionals es poden incloure en la seva declaració: "La dansa és una professió seriosa, honorable i noble".

## Treballs escrits i conferències
- Els directoris dedicats a les arts escèniques de la Biblioteca Pública de Nova York enumeren més d'un centenar d'escrits de Maynard, principalment articles, juntament amb enregistraments de veu i vídeo.[9]
- Una col·lecció de documents d'Olga Maynard es troba a la col·lecció de dansa i arts escèniques de la Universitat de Califòrnia, Irvine Library, on la seva col·lecció de fotografies de dansa també té un lloc destacat.

Entre aquests documents es troben fulletons que va escriure per a companyies com el National Ballet of Canada i Les Grandes Ballets Canadièns.

### Llibres i publicacions disponibles per separat
- The Ballet Companion: An Illustrated How to Look and How to Listen Guide to Four of the Most Popular Ballets. Philadelphia: Macrae Smith, 1957.
- The American Ballet. Amb pròleg de Ted Shawn. Philadelphia: Macrae Smith Co., 1959.
- Bird of Fire: The Story of Maria Tallchief. New York: Dodd, Mead, 1961.
- American Modern Dancers: The Pioneers; An introduction to modern dance through the biographical studies of the first creative dancers of that art. New York: Little, Brown, 1965.
- Enjoying Opera: A Book for the New Opera Goer. New York: Scribner's, 1966.
- Children and Dance and Music. New York: Scribner's, 1968.
- 'Les Sylphides', Dance Magazine Portfolio. New York, 1971.
- 'Balanchine and Stravinsky: The Glorious Undertaking', Dance Magazine Portfolio, 1972.
- ‘The Sleeping Beauty (an historical survey from Perrault to Nureyev's version for National Ballet of Canada)’. Dance Magazine (Desembre 1972): 43-66.
- 'Nureyev: the Man and the Myth', 100 pp (il·lus.), 28 cm. William Como, ed.; Herbert Migdoll, dissenyador. Danad Pub. Co, 1973.
- Judith Jamison: Aspects of a Dancer. Garden City, N.Y.: Doubleday, 1982.

### Opcions de la crítica: peces més curtes
- ‘ABT on Tour with a King, Two Queens and Four Aces’. Dance Magazine (Maig 1971): 44-6.
- ‘Lincoln Center New York City: The Night They Danced “Giselle”’. Dance Magazine (Octubre 1974).

### Col·leccions d'arxiu
- Guia dels documents d'Olga Maynard. Col·leccions i arxius especials, The UC Irvine Libraries, Irvine, Califòrnia.